# Charles François de Mondion
Charles François de Mondion (ur. w 1681 w Paryżu, zm. 25 grudnia 1733) – francuski inżynier wojskowy.
Przybył na Maltę w 1715 za czasów wielkiego mistrza kawalerów maltańskich Ramona Perellosa y Roccafula. Początkowo pracował jako asystent René Jacoba de Tigné. Jednym z jego pierwszych zrealizowanych projektów była Wieża Marsalforn.
Po dojściu do władzy nad zakonem wielkiego mistrza Antonio Manoela de Vilhena w 1722 przed de Mondionem otworzyły się nowe możliwości. Wielki mistrz rozpoczął program rozległych prac rozbudowujących istniejące fortyfikacje, a także budowę nowych założeń. Charles François de Mondion został odpowiedzialny między innymi z rozbudowę umocnień Mdiny, zaprojektował bramę główną w Mdinie (1724), oraz rozwoju miasta Floriana, budowę Fortu Manoel oraz wielu innych. Między innymi baterii Saint Anthony. Zmarł nagle w 1733 roku. Został pochowany w krypcie kaplicy fortu Manoel.